# Han Myung-Woo
Han Myung-Woo, född den 12 november 1956 i Dangjin, Sydkorea, är en sydkoreansk brottare som tog OS-guld i mellanviktsbrottning i fristilsklassen 1988 i Seoul.